# Joan Ollé i Freixas
Joan Ollé i Freixas (Barcelona, 4 de setembre de 1955 - Barcelona, 30 d'agost de 2022) fou un actor i director de teatre català, fundador de l'Espai Canuda. Era professor de l'Institut del Teatre fins al 2021, i director del Sitges Teatre Internacional del 1992 al 2001. Ha estat membre de l'equip de direcció artística del Teatre Lliure el 2003 i el 2004. A la televisió, presentà amb Joan Barril el programa L'illa del tresor, al Canal 33. Col·laborà al programa de ràdio El Cafè de la República amb la contra editorial L'Encíclica de Joan Ollé.
En els darrers anys, va ser apartat temporalment de l’Institut del Teatre arran de denúncies per presumpte assetjament sexual i abús de poder, fet que va generar debat públic sobre les dinàmiques de poder en l’àmbit artístic.
En el documental El sostre groc dirigit per Isabel Coixet i produït per Miss Wasabi Films, emès per TV3 i La 2 de TVE, es denuncià tot una sèrie de casos d’abusos sexuals i psicològics comesos durant anys per part de dos professors a l’Aula de Teatre de l’Ajuntament de Lleida. El documental fou reconegut per la crítica amb diversos premis i ha tingut una gran repercussió mediàtica.
Tot i que Joan Ollé no hi estigué implicat en els fets denunciats al documental, la seva imatge apareixia en dues fotografies, una d’elles amb el seu nom al costat del principal acusat i de l’alcalde de Lleida. Aquesta inclusió va ser interpretada com una insinuació d’associació amb els fets denunciats. En resposta, 300 personalitats del món de la cultura van signar el manifest "En defensa de l’honor de Joan Ollé", expressant el seu “pesar i indignació” per aquesta aparició, que consideraren “una manera sibil·lina i deliberada d’involucrar-lo”.
El manifest afirmà que Joan Ollé “no va tenir cap relació directa ni indirecta amb els casos d’abusos” exposats al documental. Es reconeixia que va ser professor convidat a l’Aula de Teatre, però que no va tenir coneixement ni participació en els fets. Els signants denunciaren que la manera com es presenta la seva imatge suggeria una “associació perversa entre contractadors i contractat”, col·locant-lo en un “nivell semblant d’immoralitat”.
Joan Ollé va ser apartat de la docència a l’Institut del Teatre de Barcelona el 2021 arran de denúncies d’assetjament sexual i abús de poder fetes públiques pel diari Ara. L’Institut va obrir una comissió interna d’investigació i va activar un protocol d’acollida per a víctimes. Tot i això, les denúncies no van arribar a la justícia i van ser desestimades per la Fiscalia de Barcelona. El mateix Institut va considerar que els fets no havien estat provats.

## Obres destacades
Joan Ollé va dirigir una gran varietat de muntatges, entre els quals destaquen:
- La vida es sueño de Calderón de la Barca
- El café de la Marina de Josep Maria de Sagarra
- La senyora Florentina i el seu amor Homer de Mercè Rodoreda
- El misantrop de Molière
- Terra baixa d'Àngel Guimerà
- L’òpera dels tres rals de Bertolt Brecht
- Antígona de Salvador Espriu
- La casa de Bernarda Alba de Federico García Lorca
- El jardí dels cirerers d’Anton Txékhov
- Britannicus de Jean Racine